# Hrabstwo Colusa
Hrabstwo Colusa (ang. Colusa County) – hrabstwo w stanie Kalifornia w Stanach Zjednoczonych. Obszar całkowity hrabstwa obejmuje powierzchnię 1156,22 mil² (2994,6 km²). Według szacunków United States Census Bureau w roku 2009 miało 21 321 mieszkańców.
Hrabstwo powstało w 1850 roku.

## Miejscowości
- Colusa
- Williams

## CDP
- Arbuckle
- College City
- Grimes
- Lodoga
- Maxwell
- Princeton
- Stonyford[4].